# All Things Are (Kevin-Hays-Album)
All Things Are ist ein Jazzalbum von Kevin Hays, Ben Street und Billy Hart. Die im Dezember 2020 im Jazzclub Smoke in New York City infolge der COVID-19-Pandemie in den Vereinigten Staaten ohne Publikum entstandenen Aufnahmen erschienen am 4. Juni 2021 auf Smoke Sessions Records.

## Hintergrund
Der Pianist Kevin Hays, der Bassist Ben Street und der Schlagzeuger Billy Hart spielten für das Album zusammen, aufgenommen am ersten Dezember-Wochenende 2020 im leeren Smoke Jazz & Supper Club. Der Audio-Mitschnitt stammt aus den beiden Livestream-Auftritten dieses Trios, mit dem Billy Harts 80. Geburtstag gefeiert wurde, und umfasst insgesamt sieben Stücke, von denen sechs von Kevin Hays komponiert wurden. Davon sind drei tatsächliche Eigenkompositionen des Pianisten und drei ausgearbeitete Kontrafakte bekannter Standards, wie etwa All the Things You Are, auf das sich das Titelstück bezieht; Unscrapulous lehnt sich an Scrapple from the Apple von Charlie Parker und Twilight an Stella by Starlight von Victor Young an.
Die drei Musiker hatten zuvor noch nie zuvor als Gruppe gespielt. Ben Street ist jedoch mit Billy Hart am besten vertraut, da er seit 2006 Mitglied von Harts Quartett mit dem Pianisten Ethan Iverson und dem Saxophonisten Mark Turner ist. Kevin Hays hatte im Alter von 18 Jahren mit Hart auf einer improvisierten Session in Spanien gespielt.

## Titelliste
- Kevin Hays, Ben Street, Billy Hart: All Things Are (Smoke Sessions)
  1. New Day, 7:45
  2. Elegia, 9:54
  3. Unscrappulous, 3:36
  4. For Heaven’s Sake, 11:52
  5. All Things Are, 9:35
  6. Sweet Caroline, 8:05
  7. Twilight, 9:45
- Die Kompositionen stammen von Kevin Hays.

## Rezeption

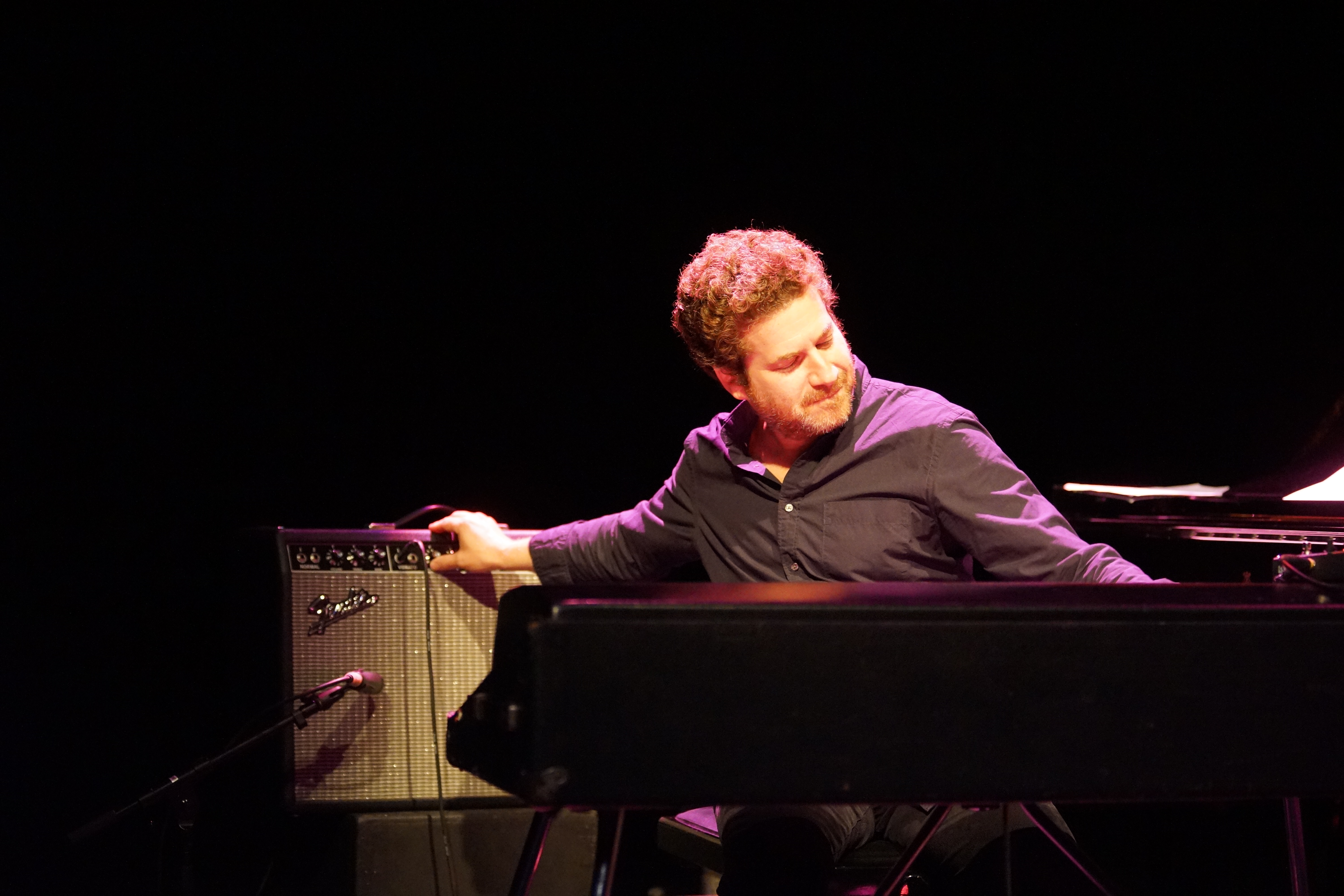
Kevin Hays bei einem Auftritt mit dem Will Vinson Quartett 2017

Matt Micucci zählte das Album zu den besten Neuveröffentlichungen des Monats und schrieb in Jazziz, Kevin Hays, Ben Street und Billy Hart gelänge zusammen eine auffallend telepathische Performance auf All Things Are, und das nach nur einer Probesession.
Jim Hynes schrieb im Glide Magazine, Ben Street und Billy Hart agierten meist in zurückhaltender und subtiler Unterstützung für Hays. Das Zusammenspiel sei dicht, aber im Gegensatz zu vielen Klaviertrios gebe es hier nicht viele Solomöglichkeiten, aber einige unterschiedliche für den Bassisten und Schlagzeuger, zum Beispiel Streets lyrisches Zupfen gegen Ende von Elegia. Hart und Street im Tandem wechseln sich meist ab oder folgen Hays bei seinen improvisatorischen Exkursionen. Die nackten Knochen der Kompositionen würden hier freigelegt, aber das Trio verleihe ihnen eine sehr freie und offene Anmutung. Die Interaktionen zwischen diesem Trio reichten von offen über subtil bis hin zu „lass es uns versuchen“. Der offene Geist der Session entfalte sich anfangs vielleicht noch etwas zaghaft, aber beim abschließenden Twilight würden sie wie ein gut geschmierter Motor laufen.
Nach Ansicht von George W. Harris (Jazz Weekly) hätten Kevin Hays, Ben Street und Billy Hart bei diesem Treffen ein stilvolles Zusammenspiel von Trio-Konstellationen geboten. Hays klinge in diesem Team vertraut; sein Spiel fließe prächtig auf dem leichten Swing von New Day und werfe reichhaltige Akkorde zu Harts geschickter Unterstützung auf All Things Are. Hart gleite auf dem romantischen Elegia mit Hays in klassischer Stimmung über die Becken und trumpfe auf dem Monk-haften Unscrapulous mit spitzen Kanten auf. Street wiederum liefere eine funkige Bass-Einleitung zum Soul-Gospel-groovenden Sweet Caroline und übergebe den Staffelstab an Hays auf dem bluesigen Twilight. Diese Jungs würden so spielen, als wären sie zusammen aufgewachsen, resümiert Harris; die Kameradschaft zwischen ihnen sei großartig.